# Oradarea longimana
Oradarea longimana är en kräftdjursart som först beskrevs av Boeck 1871.  Oradarea longimana ingår i släktet Oradarea och familjen Calliopiidae. Inga underarter finns listade i Catalogue of Life.